# قلیان (الیگودرز)
قلیان، روستایی از توابع بخش بشارت شهرستان الیگودرز در استان لرستان ایران است.
ازشهرستان الیگودرز که وارد میشویم از گردنه قلیان شروع میشود.دهستانی که زبانزد خاص وعام بود با توجه به برافتاب بودن زمستانی بسیار خوش داشت کنون کاملا به خرابه تبدیل شده است که در این ده زیبا  آقا امیر اقا رجبی به دلیری و شجاعت زبان زد خاص و عام بود که متاسفانه با مهاجرت به تهران در همانجا وفات یافت  .تمامی سکنه این روستای قدیمی از طایفه میانجایی وگروهی از مهاجرین بنام خانواده  رجبی که نوادگان رجب و رسول که معروف به رجبی میباشند.از دیگر یادگاری های تاریخی و زیبایی چه از سنگ قبر وچه شیرسنگی های ( برد شیر ) قدیمی که بر مزار بزرگان اقوام بختباری در کفت دلزه وقبرستان باستانی بزنوید و روستای مکه دین بخش های از خوزستان  است کار دیگر خانواده ساکن قلیان به نام افروغ ( خوانساری ) بوده که توسط میرزا محمد افروغ و فرزند ارشد ایشان استاد محمود افروغ به یادگار مانده و اکنون فرزند دیگر استاد میرزا محمد، استاد مرید افروغ و فرزندان ایشان در سنگتراشی واقعا نمونه اند این خاندان( که اکنون فامیل قاضی نژاد شناخته شده آمد ) نیز پراکنده شده اند.
از جمله کارهای ماندگار ایجاد راه در دل کوههای صعب العبور بین لرستان ( الیگودرز) و خوزستان برای عبور عشایر بوده که به درخواست طایفه های بختیاری و توسط استاد محمود افروغ انجام پذیرفت و طی یادداشت موجود مورد تقدیر بزرگان بختیاری قرار گرفت .
ساخته شد سنگ مزاری بدست افروغ.....زلقی تا ابد باشد همیشه پرفروغ.....قلیان دهی که شد کنون ویران.....مردمانش پراکنده گشتنند درایران.....خداوند همیشه یار ویاورشان....که شعر ما دهی راکند باورشان

## جمعیت
این روستا در دهستان پیشکوه ذلقی قرار دارد و براساس سرشماری مرکز آمار ایران در سال ۱۳۸۵، جمعیت آن ۴۵ نفر (۷خانوار) بوده‌است.